# الصالحية (المالكية)
الصالحية قرية سورية تتبع ناحية المعبدة  في منطقة المالكية التابعة لمحافظة الحسكة في شمال شرق سورية.
بلغ عدد سكانها 251 نسمة عام 2004.
تقع على بعد 15 كم تقريبا إلى الجنوب من مدينة المالكية و4 كم الى الشرق من مدينة رميلان.
أسسها الشيخ عبد الرزاق عيادة العاصي الجربا عام 1956 م.